# Mayasamudra, Hassan
Mayasamudra là một làng thuộc tehsil Hassan, huyện Hassan, bang Karnataka, Ấn Độ.